# Gambelia wislizenii
Espèce
Synonymes
- Crotaphytus wislizenii Baird & Girard, 1852
- Crotaphytus bambelii Baird & Girard, 1852
- Crotaphytus fasciatus Hallowell, 1852
- Leiosaurus hallowellii Duméril, 1856
- Crotaphytus wislizenii punctatus Tanner & Banta, 1963
- Crotaphytus wislizenii maculosus Tanner & Banta, 1977

Statut de conservation UICN

 LC  : Préoccupation mineure
Gambelia wislizenii est une espèce de sauriens de la famille des Crotaphytidae.

## Répartition
Cette espèce se rencontre :
- au Mexique en Basse-Californie, au Sonora, au Chihuahua, au Durango et au Coahuila ;
- aux États-Unis en Californie, en Oregon, en Idaho, au Nevada, en Arizona, au Nouveau-Mexique, en Utah, au Colorado et au Texas.

## Description

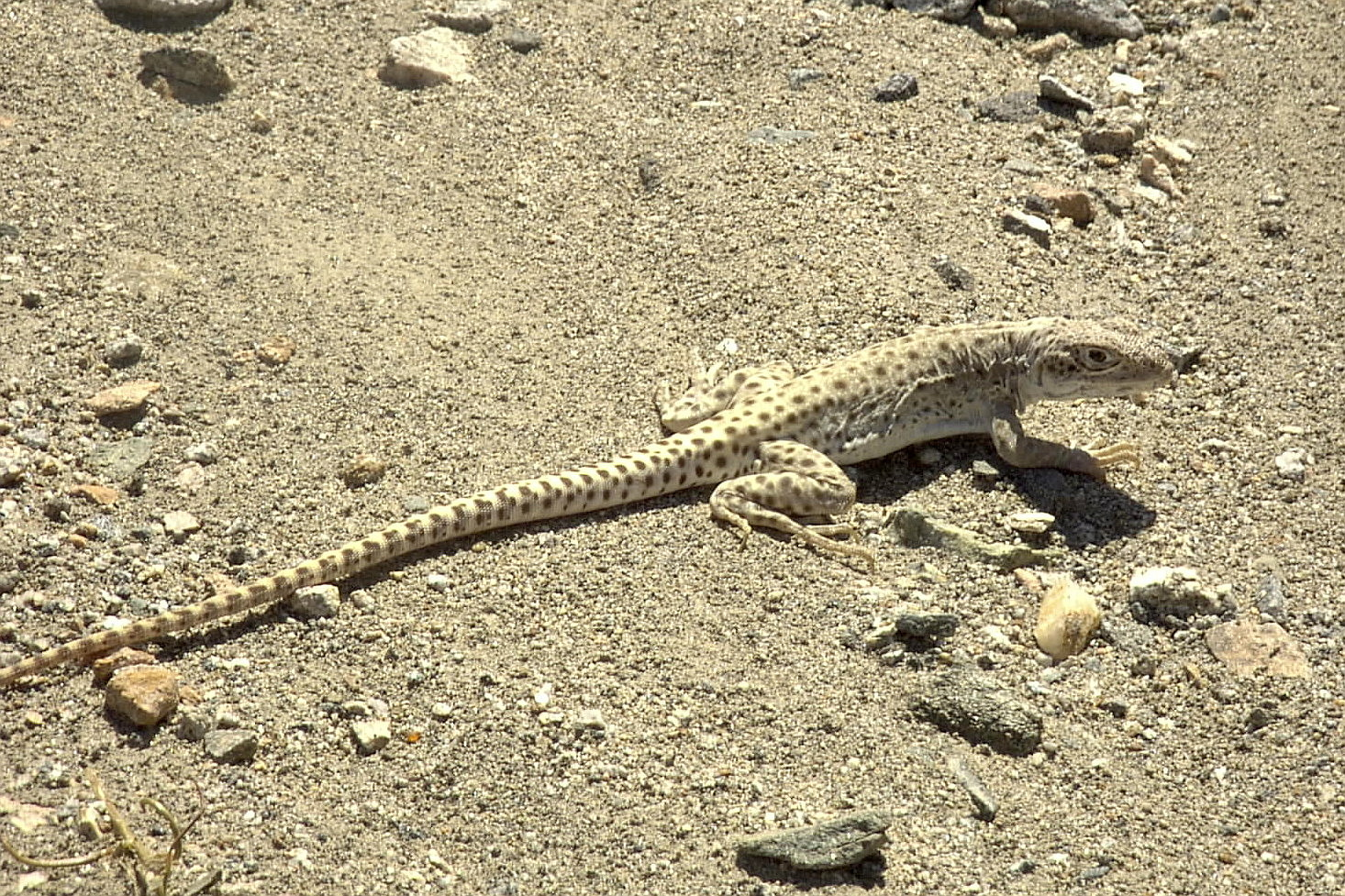
Gambelia wislizenii

La taille varie de 30 à 35 cm (queue comprise). La tête est massive avec un museau légèrement pointu. Les membres sont bien développés et la queue est très longue.
Le fond de la robe est gris, jaunâtre ou brun avec des taches plus foncées comme la robe d’un léopard d’où son nom commun.
La partie ventrale est plus claire.
Les juvéniles présentent une robe plus contrastée avec une robe au fond souvent rouille et des taches rouge-orangé.
Les femelles en période de reproduction se caractérisent par des taches ou des barres transversales rouge-orangé sur les flancs et sous la queue.
Ovipare, la femelle pond une à deux fois par an de 3 à 6 œufs en moyenne. Les œufs sont déposés dans un trou qu’elle creuse dans le sable.
Les nouveau-nés ne bénéficient d’aucun soin parental.
Le lézard léopard évolue dans les zones sablonneuses des régions désertiques ou semi-désertiques.
Il se camoufle dans la maigre végétation ou les roches. Il apprécie les étendues ouvertes qui lui permettent de pouvoir courir en cas de danger.
Acculé, il est capable d’émettre une sorte de sifflement et de couinement. Diurne, ce lézard est très actif et d’une grande agilité. Il se nourrit d’insectes, de petits vertébrés, d’un peu de végétaux et se montre volontiers cannibale.
Ce sont des carnivores qui consomment de nombreuses proies telles que des reptiles et de nombreux arthropodes.

## Liste des sous-espèces
Selon The Reptile Database (28 juillet 2012) :
- Gambelia wislizenii maculosus (Tanner & Banta, 1977)
- Gambelia wislizenii punctata (Tanner & Banta, 1963)
- Gambelia wislizenii wislizenii Baird & Girard, 1852

## Étymologie
Cette espèce est nommée en l'honneur de Frederick Adolph Wislizenius (1810-1889), un physicien d'origine allemande.

## Publications originales
- Baird & Girard, 1852 : Characteristics of some new reptiles in the museum of the Smithsonian Institution. Proceedings of the Academy of Natural Sciences of Philadelphia, vol. 6, p. 68-70 (texte intégral).
- Tanner & Banta, 1963 : The systematics of Crotaphytus wislizeni, the leopard lizards. Part I. A redescription of Crotaphytus wislizeni wislizeni Baird and Girard, and a description of a new subspecies from the Upper Colorado River Basin. Great Basin Naturalist, vol. 23, n. 2/4, p. 129-148 (texte intégral).
- Tanner & Banta, 1977 : The systematics of Crotaphytus wislizeni, the leopard lizards. Part III. The leopard lizards of the Great Basin and adjoining areas, with a description of a new subspecies from the Lahontan Basin. Great Basin Naturalist, vol. 37, p. 225–240 (texte intégral).